# Inre Bergomssjön
Inre Bergomssjön är en sjö i Örnsköldsviks kommun i Ångermanland och ingår i Moälven-Nätraåns kustområde. Sjön har en area på 0,226 kvadratkilometer och ligger 25 meter över havet. Sjön avvattnas av vattendraget Utbyån.

## Delavrinningsområde
Inre Bergomssjön ingår i det delavrinningsområde (701675-163975) som SMHI kallar för Inloppet i Utbysjön. Medelhöjden är 103 meter över havet och ytan är 14,8 kvadratkilometer. Det finns ett avrinningsområde uppströms, och räknas det in blir den ackumulerade arean 20,49 kvadratkilometer. Avrinningsområdets utflöde Utbyån mynnar i havet. Avrinningsområdet består mestadels av skog (69 procent) och öppen mark (11 procent). Avrinningsområdet har 0,82 kvadratkilometer vattenytor vilket ger det en sjöprocent på 5,5 procent.